# Trithemis ellenbeckii
Trithemis ellenbeckii é uma espécie de libelinha da família Libellulidae.
É endémica de Etiópia.
Os seus habitats naturais são: campos rupestres subtropicais ou tropicais e rios.
Está ameaçada por perda de habitat.